# Lochetica farta
Lochetica farta là một loài tò vò trong họ Ichneumonidae.